# Hòn Đất (tiểu thuyết)
Hòn Đất là một tiểu thuyết của nhà văn Anh Đức. Cuốn tiểu thuyết này viết về cuộc chiến đấu của dân và quân huyện Châu Thành, tỉnh Rạch Giá (nay thuộc huyện Hòn Đất, tỉnh Kiên Giang), Việt Nam, chống lại quân đội Việt Nam Cộng hòa và Hoa Kỳ trong giai đoạn chiến tranh đặc biệt của cuộc Chiến tranh Việt Nam.

## Giới thiệu

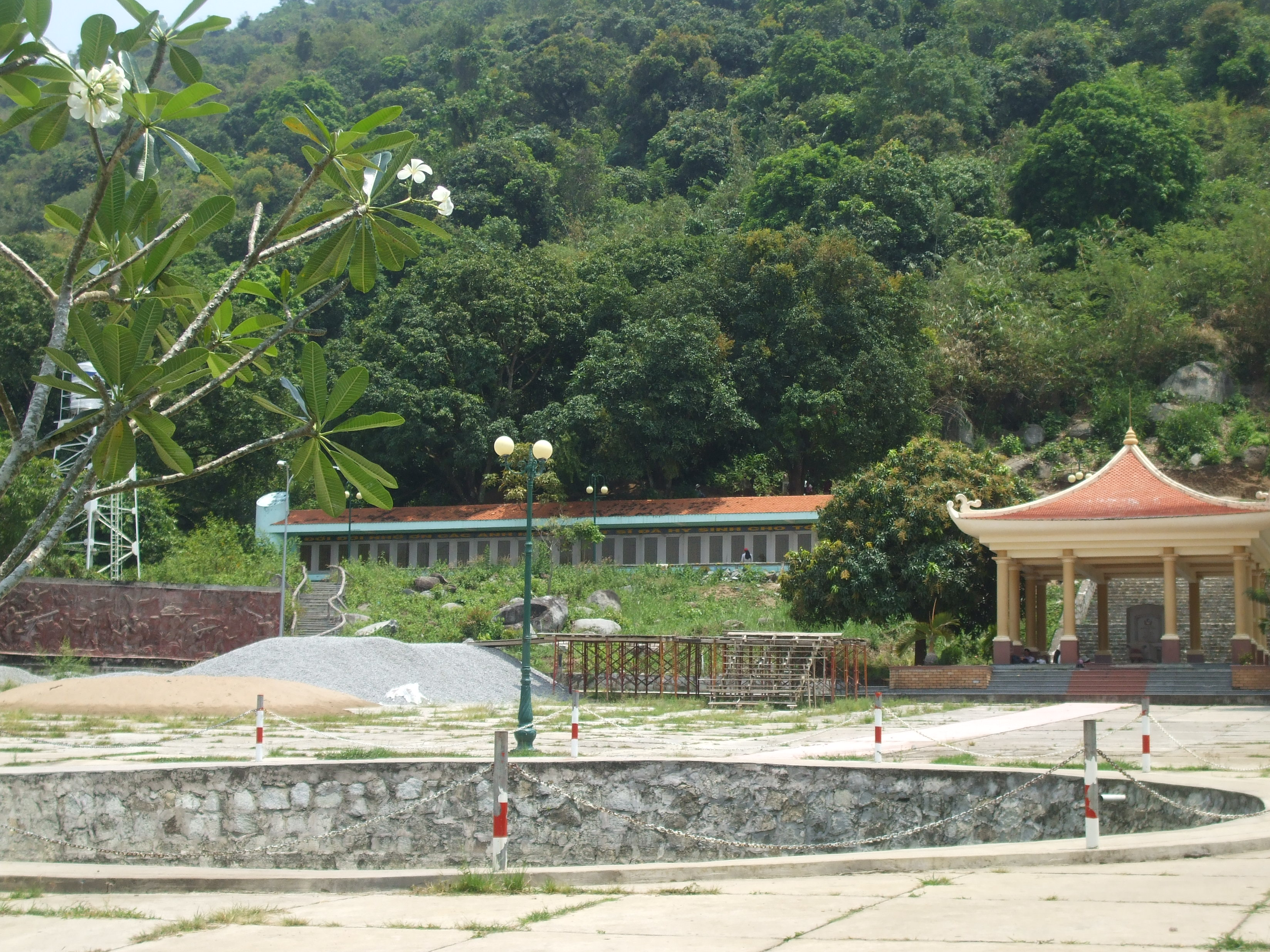
Khu mộ Phan Thị Ràng (nhân vật chính trong truyện) tại Hòn Đất

Nhà văn Anh Đức đã viết cuốn tiểu thuyết này trong hai năm 1964 và 1965. Một năm sau, tiểu thuyết Hòn Đất được Nhà xuất bản Văn học xuất bản lần đầu và đã được trao tặng giải thưởng văn nghệ Nguyễn Đình Chiểu. Sau đó, tác phẩm đã được tái bản nhiều lần cũng như được dịch và xuất bản bằng nhiều thứ tiếng, như: Anh, Đức, Esperanto, Nhật Bản, Nga, Pháp, Tây Ban Nha, Trung Quốc...

## Nội dung
Chuyện xảy ra vào đầu năm 1961 tại Hòn Đất. Đội du kích xã ở nơi đây đã rút lui vào hang Hòn trong một trận chống càn quyết liệt. Đội có tất cả 17 người với vũ khí thô sơ. Mặc dù đối phương đông gấp nhiều lần, được trang bị đầy đủ, vũ khí hiện đại và dùng nhiều giải pháp, như: bỏ thuốc độc vào nước suối, chặn mọi đường tiếp tế, dùng thuốc nổ phá hang, hun khói vào hang... nhưng đội du kích kiên trì chống trả nhiều lần và kiên cường sống chết ở nơi đó.
Trong cuộc chiến đấu gay go, chênh lệch này, trong đội du kích nổi bật có Hai Thép - người chỉ huy - sáng suốt, giàu nghị lực. Ngạn, một chiến sĩ dũng cảm, thông minh. Ba Rèn, người nông dân chất phác, trung kiên. Quyên, cô du kích trẻ đẹp người, đẹp nết. Vượt trội hơn cả là chị Sứ, một nữ du kích có nhiều đức tính cao quý, như: đằm thắm, bất khuất, ngoan ngoãn... Cuối cùng, chi Sứ hy sinh vì sự sống của đồng đội và vì lý tưởng mà chị nguyện suốt đời đeo đuổi.

## Giá trị nghệ thuật
Là cuốn tiểu thuyết đầu tiên của nền văn học chống Mỹ, ở vùng giải phóng miền Nam, tác phẩm Hòn Đất đã phản ảnh kịp thời hiện thực cách mạng miền Nam trong giai đoạn chiến tranh đặc biệt. Tác giả vừa nêu được những phẩm chất tiêu biểu của người chiến sĩ giải phóng miền Nam, vừa mô tả được tính cách của con người Nam Bộ: nghĩa khí, bộc trực, nhân ái...
Ngoài ra, tác giả cũng rất chú trọng mô tả chiều sâu nội tâm của nhân vật: tâm trạng bi kịch của bà Cà Xợi, sự thức tỉnh của Hạ sĩ Cơ, nỗi quặn đau cùng lòng tự hào của má Sáu, sự hoang mang của Thiếu tá Sằng sau khi đã trổ hết mưu kế…
Đặc biệt, tác giả đã dành nhiều công sức, tình cảm để đi sâu, làm rõ vẻ đẹp tâm hồn của chị Sứ: thương mẹ, yêu chồng con, luôn lo lắng đến đồng chí, đồng bào ngay cả khi cận kề cái chết.
Đánh giá tác phẩm Hòn Đất, Trần Hữu Tá đã viết:
"Tác phẩm còn mắc một số nhược điểm: nhân vật phản diện còn đơn giản, bố cục truyện còn chưa chặt, kết thúc dễ dãi, rải rác trong các chương còn nhiều yếu tố ngẫu nhiên v.v. Tuy vậy, với cảm xúc chân thật, với giọng văn đậm chất trữ tình, cuốn sách đã gây được tiếng vang từ lúc mới ra đời…" .
Nhà hát ca múa nhạc Trung Ương đã dựng một vở vũ kịch với tên Chị Sứ trên gốc chuyện này, do Xuân Đinh đạo diễn và nhạc sĩ Hoàng Vân làm nhạc năm 1968, được diễn nhiều năm trên sân khấu Nhà Hát Lớn Hà Nội.

## Nhân vật chính

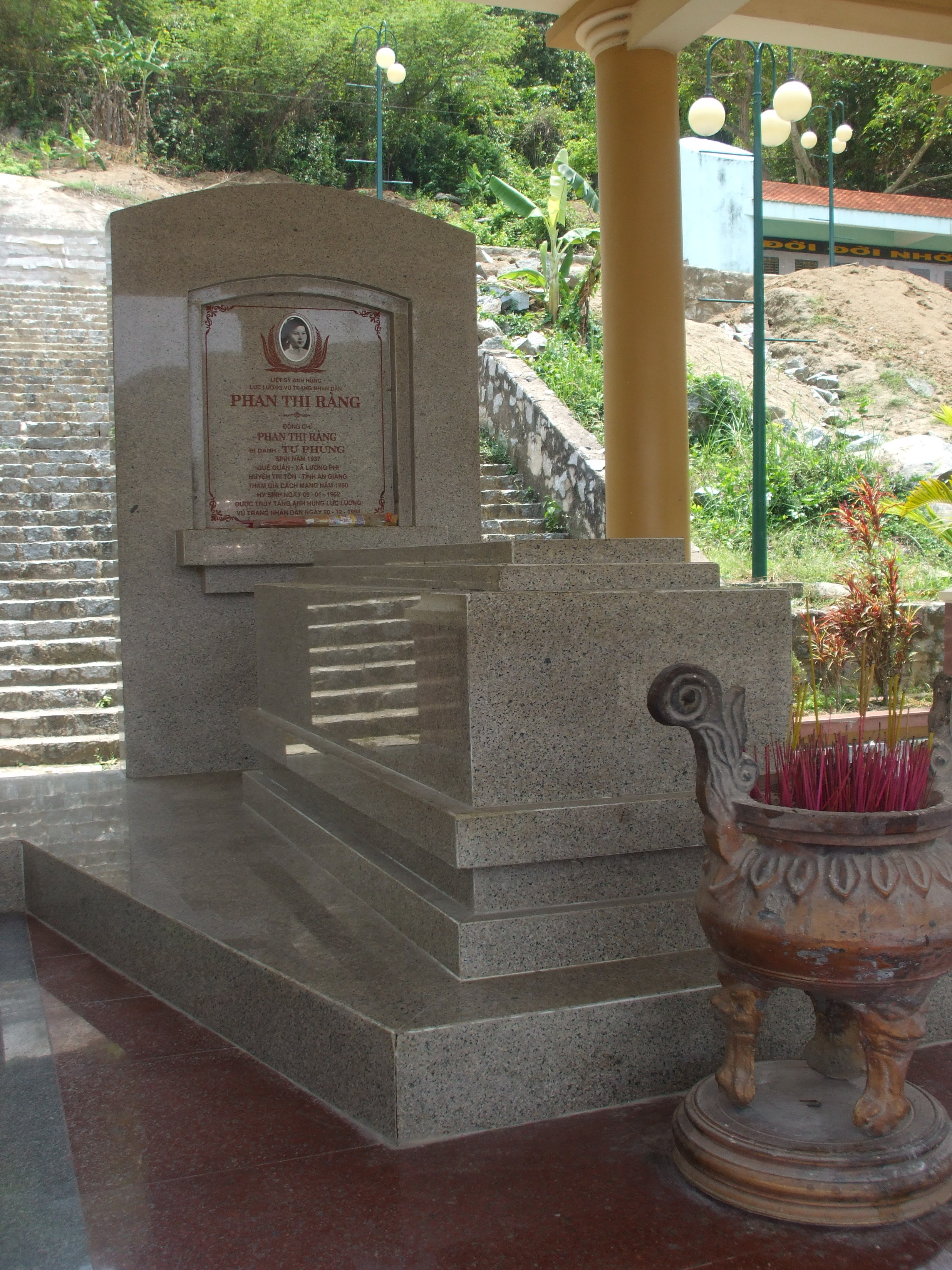
Mộ Phan Thị Ràng, nhân vật chính trong truyện

Nhà văn Anh Đức viết:
 Về mặt dựng truyện, một yếu tố khiến tôi tin tưởng là ngay từ trong chuyện đã xuất hiện một người con gái, đã sống và đã chết như một nữ anh hùng. Đó là chị Phan Thị Ràng, mà trong tiểu thuyết tôi đặt tên là Sứ. Việc có được và hình thành vun đắp ra được một nhân vật phụ nữ như thế, từ lâu trong đời viết của tôi luôn là niềm khao khát muốn khắc họa, và đó là sự quen thuộc, gần gũi như trước kia tôi đã từng khắc họa chị Tư Hậu trong "Một chuyện chép ở bệnh viện". Bởi lẽ đó, "Hòn Đất" là một tiểu thuyết viết về một cuộc chiến đấu mà cũng là một tiểu thuyết về một đời người con gái. Tôi đã rút ra từ nhiều mẫu người con gái miền Nam anh hùng bất khuất trung hậu đảm đang để đúc lại thành một người. Đó là chị Sứ. Trong hơn ba mươi năm, tôi rất sung sướng về một chị Sứ trong Hòn Đất do tôi xây dựng nên từ một nguyên mẫu, đã trở thành nhân vật văn học đến cùng bạn đọc gần xa.

## Thông tin liên quan
Ghi từ bia tưởng niệm về nhân vật chính trong truyện:
"Phan Thị Ràng sinh năm 1937, quê quán xã Lương Phi, huyện Tri Tôn, tỉnh An Giang.
Năm 1950, chị bắt đầu tham gia cách mạng. Năm 1958, chị được giao công tác trinh sát tại xã Xà Tón (thuộc An Giang), sau chuyển về xã Trí Đạo thuộc chi khu Kiên Giang, phụ trách thanh vận, giao liên. Năm 1960, chị bị bắt trên đường làm nhiệm vụ. Dù bị tra tấn, chị vẫn một lòng trung kiên với cách mạng và đã hy sinh khi vừa bước sang tuổi 25 (1962).
Ngày 20 tháng 12 năm 1994, Phan Thị Ràng được nhà nước Việt Nam truy tặng danh hiệu "Anh hùng lực lượng vũ trang nhân dân"